# Argœuves
Argœuves ist eine französische Gemeinde mit 562 Einwohnern (Stand 1. Januar 2022) im Département Somme in der Region Hauts-de-France. Sie gehört zum Arrondissement Amiens und zum Kanton Ailly-sur-Somme.
Nachbargemeinden von Argœuves sind Vaux-en-Amiénois im Norden, Bertangles und Poulainville im Nordosten, Amiens im Osten, Dreuil-lès-Amiens im Süden und Saint-Sauveur im Westen.

## Wappen
Beschreibung: In Silber drei rote liegende Mondsicheln, 2:1 gestellt, und ein schwarzer Ebernkopf.

## Bevölkerungsentwicklung
| Jahr      | 1962 | 1968 | 1975 | 1982 | 1990 | 1999 | 2009 | 2018 |
| Einwohner | 415  | 498  | 524  | 592  | 561  | 543  | 532  | 543  |

## Sehenswürdigkeiten
- Kirche Saint-Martin
- Schloss La Serre

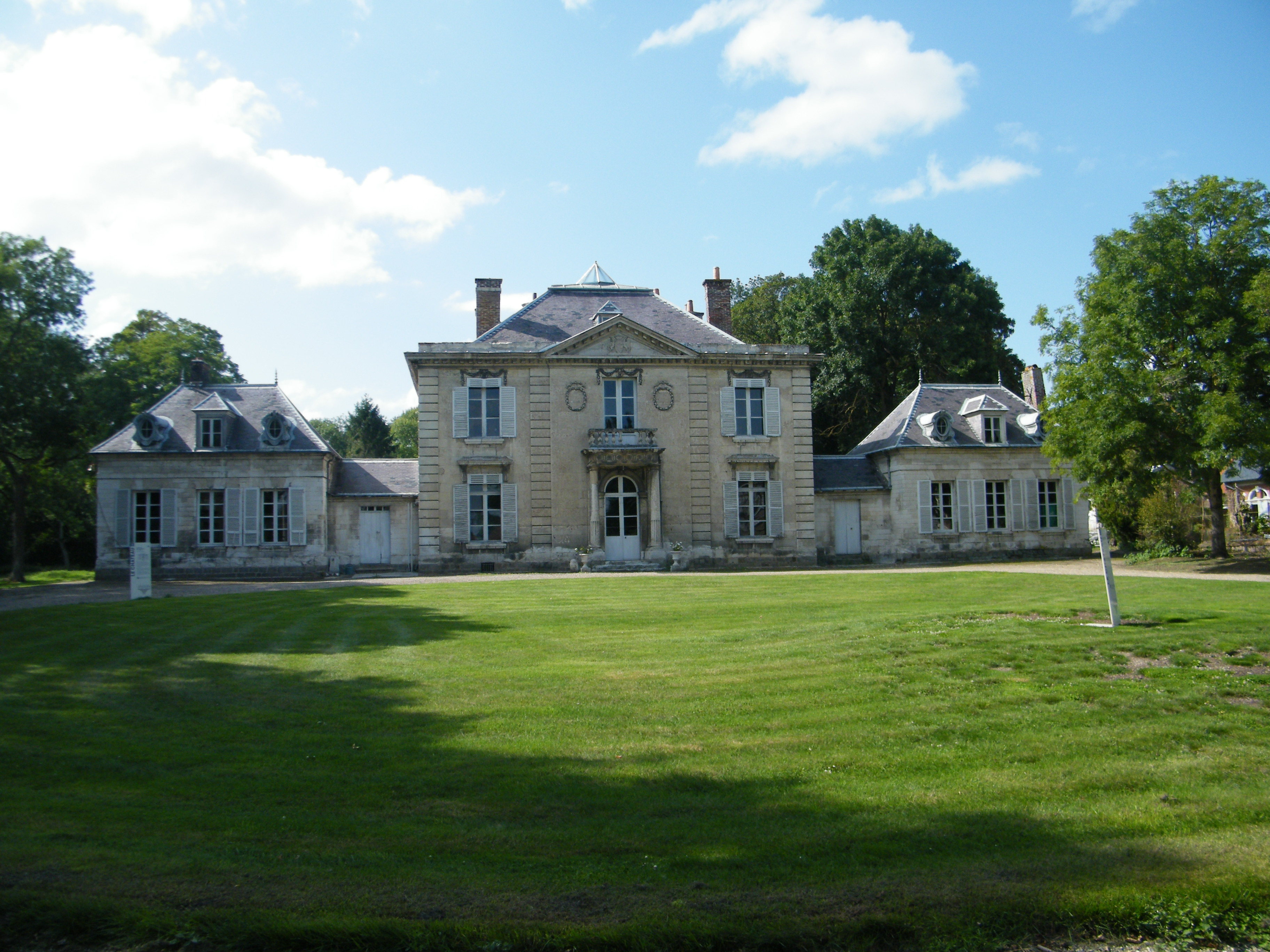
Schloss
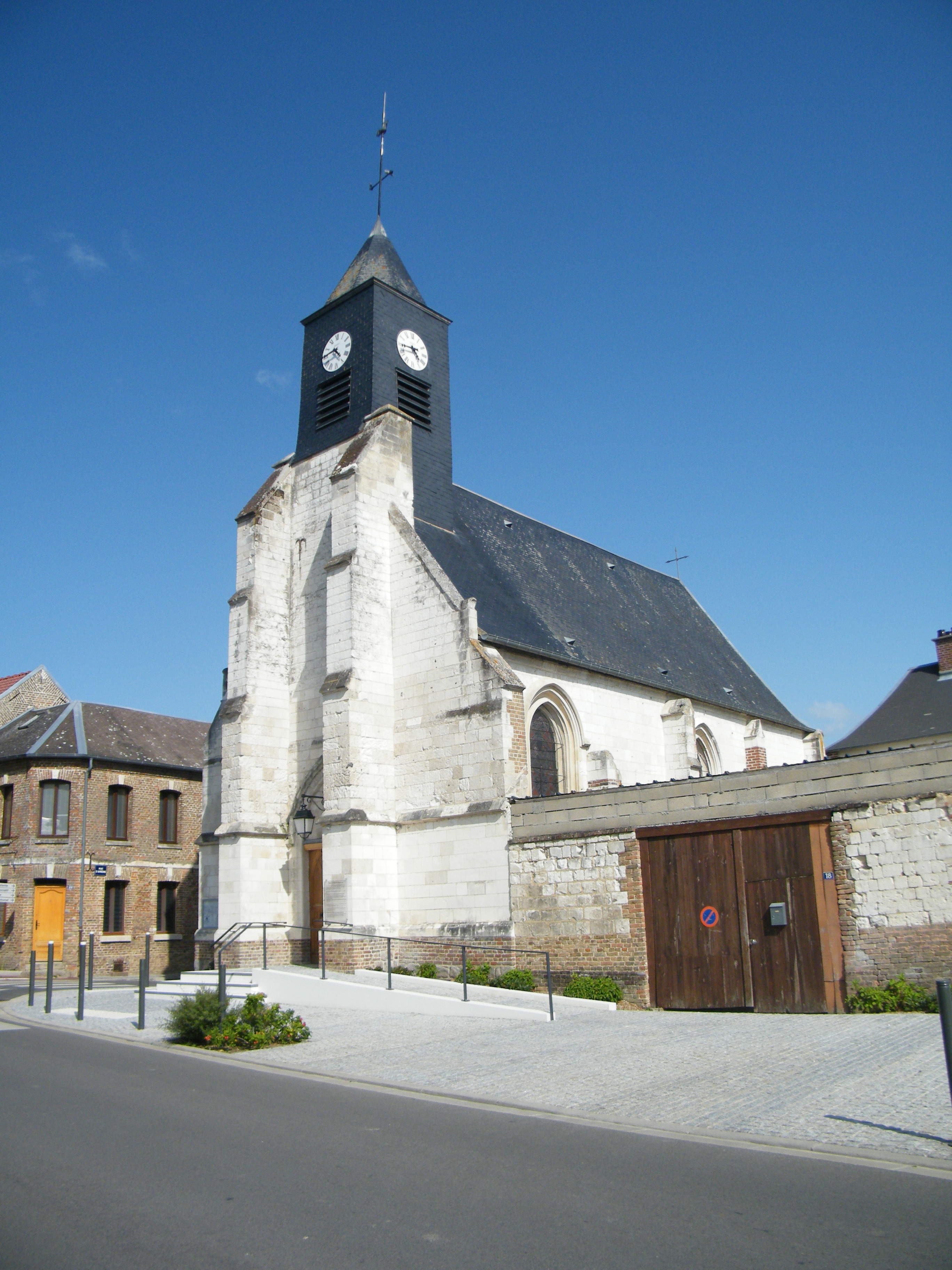
Kirche Saint-Martin